# Федорівська сільська територіальна громада
Федорівська сільська територіальна громада — територіальна громада в Україні, в Пологівському районі Запорізької області. Адміністративний центр — село Федорівка.
Утворена 1 серпня 2019 року шляхом об'єднання Новоселівської та Федорівської сільських рад Пологівського району.

## Населені пункти
До складу громади входять 11 сіл: Балочки, Бурлацьке, Золота Поляна, Красноселівка, Межиріч, Мережне, Новоселівка, Тернове, Федорівка, Хліборобне та Шевченка.
Федорівська територіальна громада має  сильний агропромисловий потенціал.  Його забезпечують п’ять зразкових  сільськогосподарських  підприємств: ПП «Агрофірма ім. Шевченка»,  ПП Черноус О.В,  ТОВ «АФ» Батьківщина», ТОВ «АгроДар», ПП  Бобир В.І.які сумлінно працюють на користь громади та держави загалом.
Є й позитивні тенденції щодо надання соціальних послуг. Так, на території громади функціонує  Центр надання адміністративних послуг.
Громада визначила основним шляхом поліпшення соціальної ситуації формування соціальної підтримки.Саме тому у січні 2021 р. у структурі організації виконавчої влади громади розпочав працювати окремий  відділ соціальних послуг населенню. Він охопив патронатом людей похилого віку, людей з вадами,  учасників бойових дій та членів  їхніх сімей, багатодітні родини,  одиноких громадян та сімей, які опинилися у складних життєвих обставинах. Соціально незахищеними  залишаються й бездомні особи. Вони теж не залишаються поза увагою громади.
Освітній процес молоді здійснюється у закладах загальної середньої освіти I-III ступенів та у  двох дошкільних навчальних закладах.

## Чинники, що впливають на  розвиток інфраструктури  регіону
Українські степи безмежні, ковильні, чарівні.  Земля добра, лагідна, корисна. Річок багато, але вони переважно дрібні.
Український народ працьовитий, має хист до землі. Хліб і сьогодні є основним годувальником народу. І не тільки… Збіжжя  було і залишається  конвертованою валютою  зовнішньої торгівлі. Десь у середині ХІХ ст. Пологівський район активно заселяється.   Замість окремих слобідок або фортець утворюються стаціонарні  місця компактного співмешкання інонаціональних поселень. Тут виникають колонії менонітів, євреїв-хліборобів, українські та малоросійські села тощо. Наприклад, за даними 1859 р. у селі Федорівці було двісті вісімдесят п’ять  подвір'їв,  дві тисячі триста двадцять сім  мешканців ( зараз 3017ч.) .
У селі Крутому було двадцять п’ять  подвір'їв і двісті тридцять п’ять  мешканців, серед яких переважали малороси[23, с.32]. Протягом ХХ ст. етносклад регіону кардинально  змінюється.У ХХІ ст. у регіоні домінують українці. Або ті, хто вважає себе такими. Це заслуговує на позитивне схвалення. 
Мовою спілкування визначено тільки рідну українську мову!   Більшість сучасного юнацтва та дорослі  є патріотами краю.
Почнемо з географічного розташування, або природно-кліматичного чинника.  Територія - це північний схід Запорізької області  загальною площею - 274,86 км2 [20], що офіційно  визначається як степова зона. Тобто основним джерелом існування є земля.
Є й корисні копалини,  наприклад  - глини, яка,  на жаль,  нікому не потрібна. Є пісок, але його розробкою теж не займаються. Родзинкою регіону є Дубовий гай – улюблене місто відпочинку молоді та дорослих   На теренах громади протікає чудова річка Гайчур.  Є 22 ставки, як на річці, так і окремі. Більшість з них знаходяться в оренді, а значить, у тимчасовій приватній власності.
Отже, Федорівська територіальна громада  має процвітати тільки завдяки потужним агропромисловим підприємствам.  Земля повинна  мати справжнього господаря.
У 2019 році в Україні  у сфері сільського господарства відбулася справжня «революція».  У листопаді  Верховна Рада України ухвалила законопроєкт 2178-10[13], який скасував заборону на продаж землі сільськогосподарського призначення. І  сьогодні ці реформи хвилюють суспільство, бо настає час їх втілення.